# Scott Walker (hockey sur glace)
Pour les articles homonymes, voir Scott Walker (homonymie) et Walker.
Scott Walker (né le 19 juillet 1973 à Cambridge en Ontario), est un joueur canadien de hockey sur glace,.

## Carrière de joueur
Il a été repêché en 1993, par les Canucks de Vancouver, en 5e ronde, 124e au total. Avant la 1996-1997, il jouait dans la Ligue nationale de hockey au poste de défenseur avant d'être repositionné ailier droit. Il porte également au cours de sa carrière les couleurs des Predators de Nashville, des Hurricanes de la Caroline et des Capitals de Washington. Au terme de sa carrière, il accepte le poste d'entraîneur-chef du Storm de Guelph de la Ligue de hockey de l'Ontario.

## Transactions en carrière
- Réclamé par les Predators de Nashville lors du repêchage d'expansion de la LNH 1998.
- En 2004, signe comme agent libre avec Cambridge, de la OHA senior.
- En 2005, signe comme agent libre avec Dundas, de la OHA senior.
- En 2006, échangé des Predators de Nahville aux Hurricanes de la Caroline en retour de Josef Vašíček.
- À la date limite des transactions, en 2010, échangé par les Hurricanes de la Caroline aux Capitals de Washington en retour d'un choix de 7e tour au repêchage de 2011.

## Statistiques
| Saison     | Équipe                    | Ligue      |     | Saison régulière | Saison régulière | Saison régulière | Saison régulière | Saison régulière |    | Séries éliminatoires | Séries éliminatoires | Séries éliminatoires | Séries éliminatoires | Séries éliminatoires |
| Saison     | Équipe                    | Ligue      | PJ  | B                | A                | Pts              | Pun              | PJ               | B  | A                    | Pts                  | Pun                  |                      |                      |
| 1991-1992  | Attack d'Owen Sound       | LHO        | 53  | 7                | 31               | 38               | 128              | 5                | 0  | 7                    | 7                    | 8                    |                      |                      |
| 1992-1993  | Équipe Canada             | Intl       | 2   | 3                | 0                | 3                | 0                |                  |    |                      |                      |                      |                      |                      |
| 1992-1993  | Attack d'Owen Sound       | LHO        | 57  | 23               | 68               | 91               | 110              | 8                | 1  | 5                    | 6                    | 16                   |                      |                      |
| 1993-1994  | Canucks de Hamilton       | LAH        | 77  | 10               | 29               | 39               | 272              | 4                | 0  | 1                    | 1                    | 25                   |                      |                      |
| 1994-1995  | Crunch de Syracuse        | LAH        | 74  | 14               | 38               | 52               | 334              | --               | -- | --                   | --                   | --                   |                      |                      |
| 1995-1996  | Canucks de Vancouver      | LNH        | 11  | 0                | 1                | 1                | 33               | --               | -- | --                   | --                   | --                   |                      |                      |
| 1995-1996  | Crunch de Syracuse        | LAH        | 15  | 3                | 12               | 15               | 52               | 16               | 9  | 8                    | 17                   | 39                   |                      |                      |
| 1995-1996  | Canucks de Vancouver      | LNH        | 63  | 4                | 8                | 12               | 137              | --               | -- | --                   | --                   | --                   |                      |                      |
| 1996-1997  | Canucks de Vancouver      | LNH        | 64  | 3                | 15               | 18               | 132              | --               | -- | --                   | --                   | --                   |                      |                      |
| 1997-1998  | Canucks de Vancouver      | LNH        | 59  | 3                | 10               | 13               | 164              | --               | -- | --                   | --                   | --                   |                      |                      |
| 1998-1999  | Predators de Nashville    | LNH        | 71  | 15               | 25               | 40               | 103              | --               | -- | --                   | --                   | --                   |                      |                      |
| 1999-2000  | Predators de Nashville    | LNH        | 69  | 7                | 21               | 28               | 90               | --               | -- | --                   | --                   | --                   |                      |                      |
| 2000-2001  | Predators de Nashville    | LNH        | 74  | 25               | 29               | 54               | 66               | --               | -- | --                   | --                   | --                   |                      |                      |
| 2001-2002  | Predators de Nashville    | LNH        | 28  | 4                | 5                | 9                | 18               | --               | -- | --                   | --                   | --                   |                      |                      |
| 2002-2003  | Predators de Nashville    | LNH        | 60  | 15               | 18               | 33               | 58               | --               | -- | --                   | --                   | --                   |                      |                      |
| 2003-2004  | Predators de Nashville    | LNH        | 75  | 25               | 42               | 67               | 94               | 6                | 0  | 1                    | 1                    | 6                    |                      |                      |
| 2004-2005  | Cambridge Hornets         | AHOSr      | 5   | 2                | 6                | 8                | 4                |                  |    |                      |                      |                      |                      |                      |
| 2004-2005  | Dundas Real McCoys        | AHOSr      | 1   | 1                | 1                | 2                | 17               |                  |    |                      |                      |                      |                      |                      |
| 2005-2006  | Predators de Nashville    | LNH        | 33  | 5                | 11               | 16               | 36               | 5                | 0  | 0                    | 0                    | 6                    |                      |                      |
| 2006-2007  | Hurricanes de la Caroline | LNH        | 81  | 21               | 30               | 51               | 45               | --               | -- | --                   | --                   | --                   |                      |                      |
| 2007-2008  | Hurricanes de la Caroline | LNH        | 58  | 14               | 18               | 32               | 115              | --               | -- | --                   | --                   | --                   |                      |                      |
| 2008-2009  | Hurricanes de la Caroline | LNH        | 41  | 5                | 10               | 15               | 39               | 18               | 1  | 6                    | 7                    | 19                   |                      |                      |
| 2009-2010  | Hurricanes de la Caroline | LNH        | 33  | 3                | 2                | 5                | 23               |                  |    |                      |                      |                      |                      |                      |
| 2009-2010  | Capitals de Washington    | LNH        | 9   | 1                | 2                | 3                | 9                | 1                | 0  | 0                    | 0                    | 0                    |                      |                      |
| Totaux LNH | Totaux LNH                | Totaux LNH | 829 | 151              | 246              | 397              | 1 135            | 30               | 1  | 7                    | 8                    | 31                   |                      |                      |